# Alatina alata
Alatina alata (Reynaud, 1830) é uma cubomedusa (Cubozoa) da família Alatinidae.

## Distribuição
Alatina alata é uma cubomedusa de ampla distribuição geográfica, sendo encontrada desde a Florida (EUA), passando pelo Caribe e até o Brasil no Oceano Atlântico, na região Pacífico-Índico, entre a costa norte da Austrália e do sul da Ásia, no Havaí e no Mar Arábico.

## Ecologia
A. alata é observada em águas rasas perto da costa, em clima tropical e subtropical, mas também ocorre nas águas mais profundas do oceano. As medusas vivas coletadas continham anfípodes hiperiidae em sua subumbrela e pequenos camarões carídeos e eufasídeos no intestino ou subumbrela.

## Descrição
Alatina alata possui uma umbrela alta e estreita, piramidal, gradativamente mais larga na base, com ponta arredondada no ápice; 4 facelas gástricas crescênticas nos cantos interradiais do estômago; 3 canais velares simples por octante, cada um com uma aba velarial com uma fileira de 3 a 4 verrugas de nematocistos; Gônadas conspícuas, estendendo-se desde a base do estômago até o anel nervoso. Anel nervoso conectado a ropália, onde se conecta com o órgão sensorial e a bases do pedalium. Quatro longos ropálias perradiais à umbrela. 4 longos pedalia, cada um com um tentáculo rosado. Quatro frênulas perradiais, conectando o velário e a subumbrela.